# Muhammad Ali Center
Le Muhammad Ali Center (Centre Muhammad Ali) est un musée construit en hommage au célèbre boxeur Mohamed Ali américain dans le quartier de Downtown de sa ville natale de Louisville, dans le Kentucky.

## Le musée
Le musée possède six niveaux pour une surface totale de 9 000 m2. Il ouvrit ses portes le 19 novembre 2005 pour un coût de 80 millions de dollars. Il possède également un amphithéâtre à deux niveaux.

## Activités
Le centre culturel organise des expositions relatives aux valeurs du boxeur comme le respect, la confiance, la conviction, le don et la spiritualité,. Le musée présente également la vie du boxeur et dispose par exemple d'un terrain de boxe qui est une réplique de son terrain d'entrainement. Des vidéos à la demande de quelques-uns de ses combats mémorables et de ses interviews après matchs sont visibles.